# Лильо, Самуэль
Самуэль Лильо Фигероа (исп. Samuel Lillo Figueroa; 13 февраля 1870, Лота, Чили — 19 октября 1958, Сантьяго, Чили) — чилийский поэт и прозаик. Член Чилийской Академии языка (с 1929). Лауреат Национальной премии Чили в области литературы (1947).

## Биография
Родился в семье работника горнодобывающей компании. Брат писателя Бальдомеро Лильо (1867—1923); племянник Эусебио Лильо, автора слов национального гимна Чили.
В 1896 году окончил юридический факультет Чилийского университета в Сантьяго. Затем с 1900 по 1905 год в педагогическом институте изучал кастильский язык и литературу.
С 1891 в течение 37 лет работал в университете Чили. Был преподавателем горного права, деканом в 1915—1923 годах.
Читал лекции в Национальном институте Хосе Мигеля Карреры и военном училище. Профессор кастильского языка и литературы. Автор текста слов гимна военного училища.
В 1929 году стал членом Чилийской Академии языка.

## Творчество
Литературную деятельность начал в возрасте 30 лет с публикации книги стихов Poesías (1900).
Автор сборников стихов, сонетов и поэм, ряда прозаических книг.

## Избранные произведения
- Poesías, (Santiago, 1900)
- Antes y hoy, (1905).
- Canciones de Arauco, (Santiago, 1908)
- Chile heroico, (Santiago, 1911)
- La Concepción, (поэма, Santiago, 1911)
- La escolta de la bandera, (Santiago, 1912)
- Canto a la América Latina, (Santiago, 1913)
- A Vasco Núñez de Balboa. (Santiago, 1914)
- Literatura chilena, (Santiago, 1918)
- Bajo la Cruz del Sur, (Santiago, 1926)
- Cantos filiales, (Santiago, 1926)
- Ercilla y La Araucana, (Santiago, 1928)
- Fuente secreta, (Santiago, 1933)
- Campanario de humanidad, (поэма, Santiago, 1938)
- El río del tiempo, (Santiago, 1942)
- Discursos patrióticos y académicos, (1944)
- Espejo del pasado. Memorias literarias, (Santiago, 1947)
- Lámpara evocadora, (сонеты, 1949)
- Primavera de antaño, (Santiago, 1951).

## Награды
- Орден Изабеллы Католической

Лауреат многих литературных премий, в том числе, Первой премии в конкурсе Высшего совета искусств (1911), премии Золотой цветок (Flor de Oro, 1916), премии испано-американской поэзии Королевской академии испанского языка (1927) и Национальной премии Чили в области литературы (1947).